# Popillia ohausi
Popillia ohausi är en skalbaggsart som beskrevs av Hermann Julius Kolbe 1897. Popillia ohausi ingår i släktet Popillia och familjen Rutelidae.

## Underarter
Arten delas in i följande underarter:
- P. o. makondana
- P. o. vicina
- P. o. rufopyga